# 瑞雲 (航空機)
愛知 E16A 瑞雲
- 用途：偵察機
- 分類：水上機
- 製造者：愛知航空機
- 運用者： 大日本帝国（大日本帝国海軍）
- 生産数：256機
- 退役：1945年

瑞雲（ずいうん）は、愛知航空機が生産した大日本帝国海軍（日本海軍）の水上偵察機である。機体略番はE16A。連合国コードネームは“Paul”（ポール）。

## 開発史
日本海軍は十二試二座水上偵察機において水上偵察機と爆撃機の統合を図り、250キロ爆弾を搭載して急降下爆撃できる能力を求めた（計画要求審議の場では、水上観測機（戦闘機兼偵察機）と水上偵察機（爆撃機兼偵察機）の機種統合の可能性も論じられている）。航空兵力で劣勢の日本海軍が、巡洋艦搭載の水上急降下爆撃機によって劣勢を覆そうという構想により期待された機種であったが、開発は難航し瑞雲においてようやく統合されたものである。
1940年（昭和15年）2月に愛知航空機に試作指示が出されたが、最大速度250 kt以上、最大航続力2,500 km以上、格闘性能良好で急降下爆撃が可能というかなり厳しい要求であった。愛知ではこれに基づいて十四試二座水上偵察機（1941年（昭和16年）に十六試水上偵察機と改称）の開発を開始し、1942年（昭和17年）3月に試作1号機を完成させた。性能試験の結果同年11月に採用が内定し、その後の実用試験を経て1943年（昭和18年）8月に瑞雲一一型として制式採用された。

## 機体構造
機体は超々ジュラルミンでできており速度面を中心とした高性能を実現するため、胴体や主翼はスリム化されている。フロート支柱部分には水上機としては世界初の急降下爆撃用のダイブブレーキを備えており、他機種にみられる両開きや片開きではなく、支柱後部の1枚板が90度近く回転する瑞雲独特の構造のものであった。主翼には空戦フラップを装備しているが、単に水上爆撃機に限らず、急降下爆撃機としても異例の事である。もとより急降下爆撃機は戦闘機をある程度兼務し、そのための照準器と機銃を搭載し、空戦を行った例も多いが、空戦フラップを採用した例は珍しい。
量産型においては、エンジンや武装の強化の他、機体構造の強化が行われている。また、急降下中に空中分解事故が発生したことから、ダイブブレーキにスリット状の穴をあける改修も行われた。下記の諸元表が示すとおり、本機は水上機としては当時の各国機種の中でも性能・攻撃力とも優れており、傑作機と言える機体であった。

## 運用・生産
1944年（昭和19年）春から部隊配属が開始され、フィリピン方面での夜間爆撃等に使用された。特に魚雷艇攻撃においては、それなりの戦果を示している。その後の沖縄戦でも爆撃や哨戒に利用されたが、この頃になると戦況の悪化に伴い、本機のような水上機の活躍できる場面はほとんどない。
第六三四航空隊に配備された機体は、後部に航空甲板の改装を受けた戦艦の伊勢・日向に搭載して訓練を積んでいたが、六三四空は両艦の実戦投入前にフィリピン方面に転出したため、航空戦艦搭載機としての実戦参加は果たせなかった。だが、六三四空はその後フィリピン・沖縄方面で偵察・夜襲・襲撃任務などに従事し、大戦末期の劣勢の中で特攻に頼らない通常攻撃で一定の戦果を挙げた数少ない事例となった。(フィリピンに向かった瑞雲隊の生還者は68人中9人)
総生産数は約220機。ほとんどの生産型は一一型だが、エンジンを金星六二型に換装した一二型が1945年（昭和20年）に試作されている。
現存機は無いが、フィリピン沖に沈んでいる機体が確認されている。

## スペック
- 全長：10.84 m
- 全幅：12.80 m
- 全高：4.74 m
- 主翼面積：28.00 m2
- 空虚重量：2,945kg
- 全装備重量：3,800 kg
- 発動機：三菱金星五四型(1,300 hp)
- 最高速度：448km/h
- 巡航速度：333km/h
- 航続距離：2,535 km
- 実用上昇限度：10,280 m
- 武装：
  - 20 mm機関砲×2
  - 7.7 mm旋回機銃×1（初期型）・13 mm旋回機銃（量産型）
  - 60 kg爆弾×2～3または250 kg爆弾×1
- 乗員：2名

## 登場作品
『Naval Creed:Warships』
軽巡洋艦「阿賀野」、重巡洋艦「利根」の艦載機として登場。
『艦隊これくしょん－艦これ－』
艦娘の装備として、一一型・一二型・六三一空及び六三四空所属機としたものが登場するほか、瑞雲改二と称した架空の発展型が登場する。
2017年に富士急ハイランドで開催されたイベント（瑞雲祭り）において概ね実物大の模型が製作、展示された。ただし、実在の設計図を基にしたものではない為、殆ど作品オリジナル機体の模型といえる存在ではある。